# Czesław Piskorski
Czesław Piskorski (ur. 27 lutego 1915 w Poznaniu, zm. 6 maja 1987 w Szczecinie) – doktor nauk, krajoznawca, piewca i popularyzator historii i turystyki Pomorza Zachodniego, a szczególnie Szczecina i ziemi szczecińskiej; honorowy członek PTTK.

## Życiorys
Czesław Piskorski ukończył studia na kierunku geografia gospodarcza w Akademii Handlowej w Poznaniu. Studiował także prawo. W czasie studiów angażował się w stowarzyszeniach jak Liga Morska i Kolonialna. Był członkiem korporacji akademickich Gedania Posnaniensis oraz Lechia. Po studiach podjął pracę jako dziennikarz w Kurierze Poznańskim. Był także redaktorem Orląt.
W czasie II wojny światowej był uczestnikiem polskich organizacji wyzwoleńczych. W strukturze wielkopolskiego ruchu związanego z delegaturą rządu londyńskiego był zaangażowany w działalność informacyjną. Redagował podziemne pismo Polska. Po aresztowaniu był więźniem poznańskiego Fortu VII, twierdzy Spielberg oraz obozów koncentracyjnych w Mauthausen i Gusen.
Do Szczecina przyjechał w sierpniu 1945. Należał do założycieli szczecińskiej spółdzielni wydawniczej Polskie Pismo i Książka, oraz gazety Pionier Szczeciński. Czesław Piskorski był działaczem m.in. Polskiego Towarzystwa Turystyczno-Krajoznawczego oraz Głównego Komitetu Kultury Fizycznej i Turystyki. Przez wiele lat zajmował stanowisko członka Rady Naukowej Wolińskiego Parku Narodowego, był także wykładowcą akademickim. Odkrywał i opisywał walory turystyczne Szczecina i Zachodniego Pomorza. Był autorem publikacji – ukazało się ok. 50 broszur, przewodników, książek o tematyce krajoznawczej, opracowań, map turystycznych, a także prawie 1000 artykułów prasowych, scenariuszy, prelekcji radiowych i odczytów o tematyce regionalnej jego autorstwa. Angażował się w inicjatywy społeczne, z których ostatnią była kwestia zwrócenia Szczecinowi przez władze warszawskiej Akademii Sztuk Pięknych pomnika kondotiera Bartolomeo Colleoniego (kopia pomnika powróciła do Szczecina 15 lat po śmierci Piskorskiego).
Zmarł w wieku 72 lat. Pochowany został na Cmentarzu Centralnym w Szczecinie (kwatera 60a). Poświęcono mu tablice pamiątkowe umieszczone m.in. na domu, w którym mieszkał w Szczecinie (ul. Mazurska 21) oraz obelisk w Lubinie k. Międzyzdrojów. Jest patronem ulicy na osiedlu Słonecznym w Szczecinie. Jest także patronem Specjalnego Ośrodka Szkolno-Wychowawczego Nr 2 w Szczecinie. Od 2002 organizowany jest corocznie Rajd im. Czesława Piskorskiego. Jego imię nosi także (czerwony) Szlak Nadmorski im. Czesława Piskorskiego (Europejski Szlak Dalekobieżny E-9).
Jego synem jest prof. Jan M. Piskorski.

## Do najbardziej znanych publikacji należą
- Polskie wybrzeże Bałtyku
- Zachodnie wybrzeże polskiego Bałtyku
- Ze Szczecina przez Świnoujście do Międzyzdrojów
- Szczecin i okolice
- Jeden dzień w Szczecinie